# Список померлих 1997 року
Це список значимих людей, що померли 1997 року, упорядкований за датою смерті.

## Січень
1 січня — Таунс Ван Зандт, американський пісняр (*1944)
2 січня — Жуан Курумінас, іспанський та каталонський лінгвіст (*1905)
2 січня — Моше Віленський, польсько-ізраїльський композитор і піаніст (*1910)
2 січня — Герард ван Ессен, нідерландський комік і актор (*1924)
3 січня — Енцо Аваллоне, італійський танцюрист і співак (*1955)
4 січня — Ахтеруззаман Еліас, бангладешський письменник (*1943)
5 січня — Андре Франкен, бельгійський ілюстратор коміксів (*1924)
5 січня — Принц Бертіль, герцог Халландський, член шведської королівської родини, третій син короля Густава VI Адольфа (*1912)
6 січня — Мацумару Теііті, японський футболіст (*1909)
8 січня — Мелвін Калвін, американський біохімік, Нобелівська премія з хімії 1961 (*1911)
8 січня — Олійник Микола Якович, український письменник (*1923)
9 січня — Едвард Осубка-Моравський, польський політик і державний діяч (*1909)
10 січня — Александер Тодд, шотландський хімік-органік, Нобелівська премія з хімії 1957 (*1907)
10 січня — Тордіс Маурстад, норвезька театральна актриса (*1901)
11 січня — Мілутін Бутковіч, сербський актор (*1930)
11 січня — Шелдон Леонард, американський актор кіно та телебачення, продюсер, режисер і сценарист (*1907)
12 січня — Чарлз Гаґґінс, американський фізіолог і онколог канадського походження, лауреат Нобелівської премії з фізіології або медицини 1966 (*1901)
12 січня — Жан-Едерн Гальє, французький письменник, критик і редактор (*1936)
13 січня — Мадіха Камель, єгипетська актриса (*1948)
14 січня — Ху Цзіньцюань «Король Ху», китайський кінорежисер і актор у Гонконгу та на Тайвані (*1932)
17 січня — Клайд Томбо, американський астроном, відкривач Плутона (*1906)
17 січня — Тран Ден, в'єтнамський поет і письменник (*1926)
18 січня — Адріана Казелотті, американська акторка та співачка італійського походження (*1916)
18 січня — Зія ур Рехман Фарукі, пакистанський суністський ісламістський діяч (*1953)
19 січня — Робер Шапатт, французький велогонщик і спортивний журналіст (*1921)
19 січня — Мірза Рухул Амін, бангладешський політик (*1921)
20 січня — Макарова Тамара Федорівна, радянська і російська актриса (*1907)
20 січня — Едіт Хейсман, південноафриканська британка, одна з останніх, хто вижив у катастрофі «Титаніка» в квітні 1912 року (*1896)
21 січня — П'єр Ларок, французький державний службовець, відомий як «батько соціального забезпечення» (*1907)
21 січня — Томас Ендрю Паркер, нідерландсько-американський музичний підприємець, менеджер Елвіса Преслі (*1909)
22 січня — Корнеліо Рейна, мексиканський співак, композитор, гітарист і актор (*1940)
23 січня — Захаров Павло Васильович, російський злодій у законі, наркобарон (*1939)
23 січня — Марченко Людмила Василівна, російська акторка (*1940)
25 січня — Джорджо Стрелер, італійський театральний режисер і актор, театральний діяч (*1921)
25 січня — Хосе Луїс Кабесас, аргентинський фотограф і репортер (*1961)
26 січня — Міра Зімінська-Сигієтинська, польська актриса, режисер і педагог (*1901)
26 січня — Шухей Фудзісава, японський письменник (*1927)
26 січня — Суфі Мухаммад Баркат Алі Лудхіанві, мусульманський суфій з духовного ордену кадірі (*1911)
29 січня — Освальдо Соріано, аргентинський журналіст і письменник (*1943)
31 січня — Анджей Щепковський, польський актор, театральний режисер і педагог, сенатор (*1923)
31 січня — Солоник Олександр Вікторович, російський кілер (*1960)

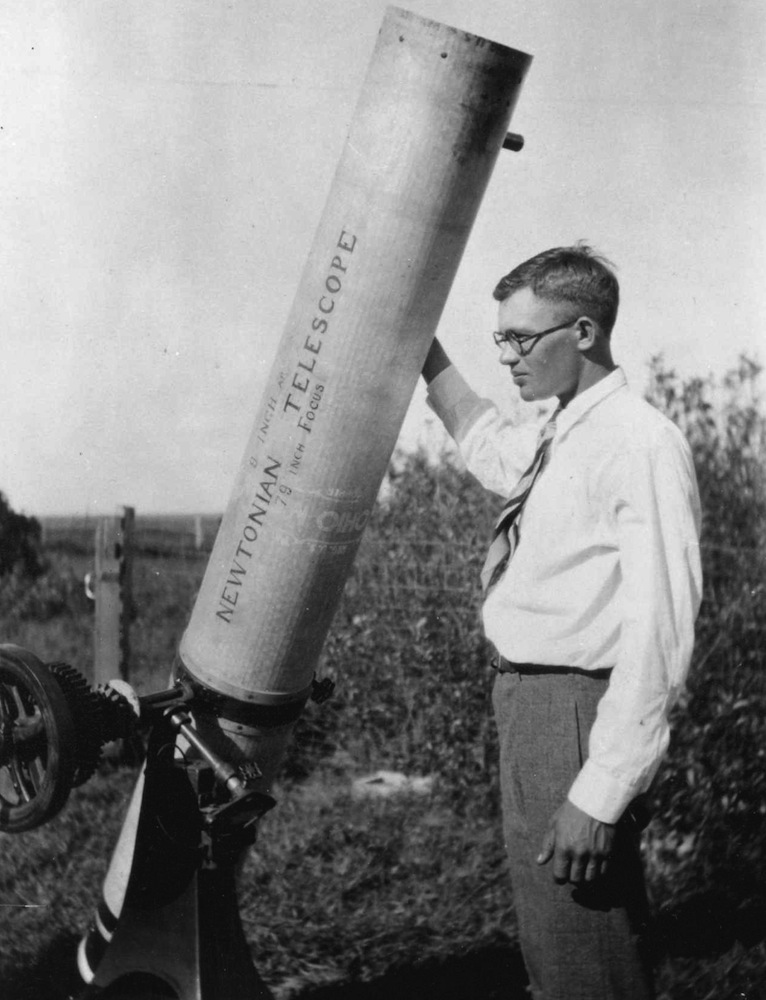
Клайд Томбо
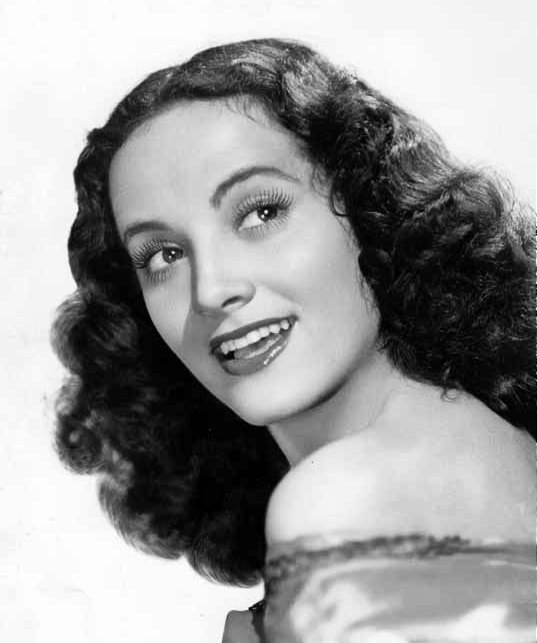
Адріана Казелотті

## Лютий

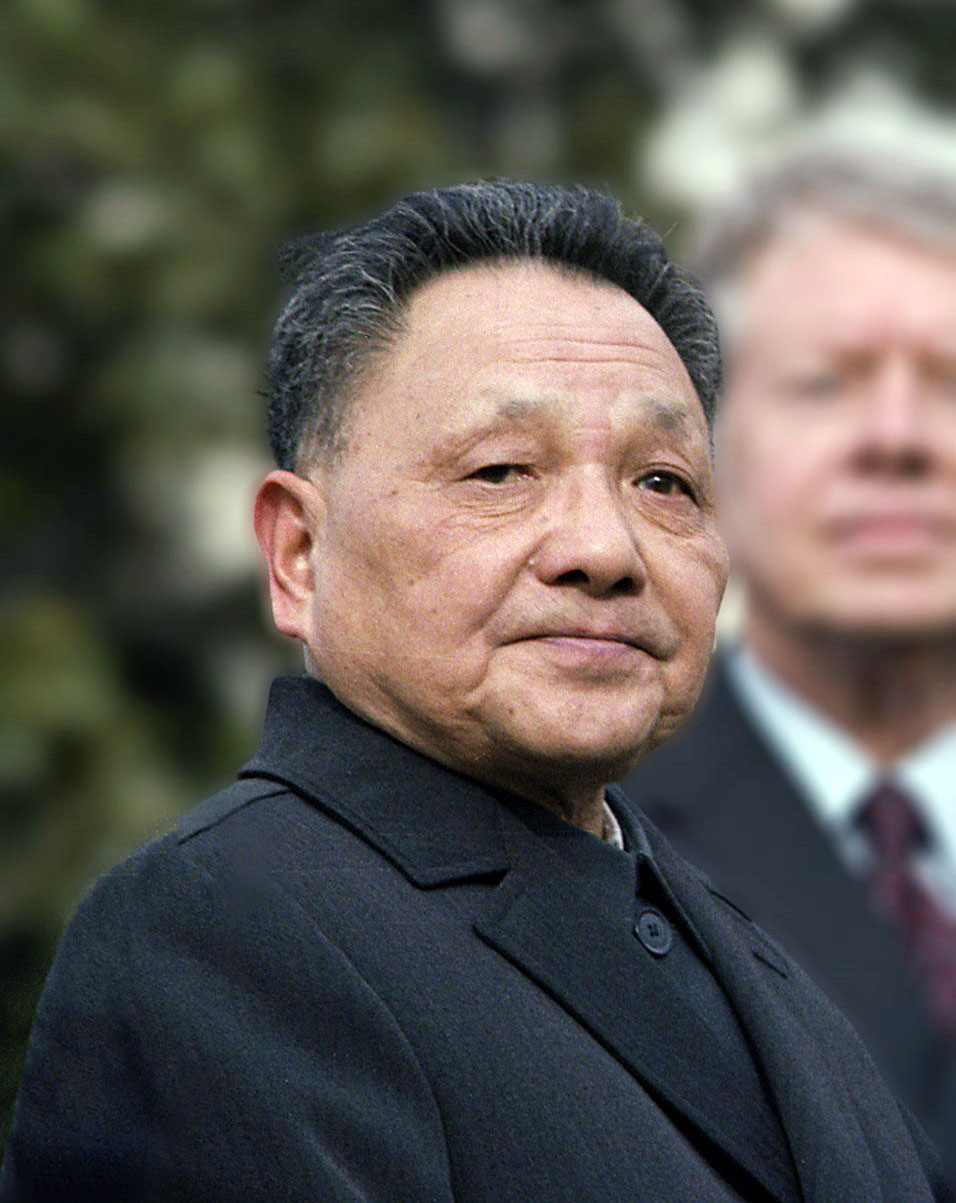
Ден Сяопін

2 лютого — Цинь Цзівей, військовий та політичний діяч Китайської Народної Республіки (*1914)
2 лютого — Чіко Саєнс, бразильський співак і композитор (*1966)
3 лютого — Богуміл Грабал, чеський письменник-прозаїк, поет (*1914)
4 лютого — Пауло Франсіс, бразильський журналіст, політичний експерт, прозаїк і критик (*1930)
4 лютого — Рабі Гош, індійський актор бенгальського кіно (*1931)
5 лютого — Памела Гарріман, американська політична активістка англійського походження, дипломат і світська левиця (*1920)
7 лютого — Аллан Едвалл, шведський актор, режисер, автор, композитор і співак (*1924)
8 лютого — Раян Гідаят, індонезійський актор і модель чеського походження (*1970)
9 лютого — Баррі Еванс, британський актор (*1943)
9 лютого — Браян Конноллі, шотландський співак, автор пісень, музикант і актор (*1945)
9 лютого — Маріо Енріке Сімонсен, бразильський економіст, міністр фінансів Бразилії (*1935)
13 лютого — Тон Ленсінк, нідерландський актор, телережисер і письменник (*1922)
14 лютого — Загребельний Павло Іванович, український актор театру і кіно, режисер, діяч культури, педагог (*1934)
15 лютого — Ахмад Бакрі, індонезійський бізнесмен (*1916)
15 лютого — Раде Чалдович, сербський злочинець (*1950)
15 лютого — Шмуель Сігал, ізраїльський актор (*1924)
16 лютого — Ву Цзяньсюн, американська радіофізикиня китайського походження (*1912)
17 лютого — Ама Селассіє I, імператор Ефіопії у вигнанні, син Хайле Селассіє (*1916)
17 лютого — Дарсі Рібейро, бразильський антрополог, історик, соціолог, письменник і політик (*1922)
18 лютого — Бозорг Алеві, іранський письменник (*1904)
19 лютого — Ден Сяопін, діяч Комуністичної партії Китаю, один з керівників Китайської держави (*1904)
19 лютого — Антоніо Гедеао, португальський поет, есеїст, письменник і драматург (*1906)
21 лютого — Хуу Фуок, в'єтнамський митець (*1935)
22 лютого — Урміла Бхатт, індійська актриса (*1933)
22 лютого — Фахд бін Фейсал Аль-Фархан Аль Сауд, член дому Саудитів (*1912)
23 лютого — Старков Едуард Сергійович, російський рок-музикант (*1969)
25 лютого — Синявський Андрій Донатович, російський літературознавець, письменник, літературний критик (*1925)
25 лютого — Ї Хан Йон, північнокорейський перебіжчик, племінник Кім Чен Іра (*1960)
27 лютого — Крупнов Анатолій Германович, російський музикант (*1965)
27 лютого — Мохамед Авад, єгипетський актор (*1932)
- Ден Сяопін

## Березень
4 березня — Поль Пребуа, французький театральний та кіноактор, комік, радіоведучий (*1927)
6 березня — Чедді Джаган, прем'єр-міністр Гаяни (1953—1964), президент Гаяни (1992—1997) (*1918)
7 березня — Агнєшка Осецька, польська поетеса (*1936)
7 березня — Едвард Перселл, американський фізик, лауреат Нобелівської премії з фізики 1952 (*1912)
7 березня — Ріад Ахмед, іракський співак (*1951)
8 березня — Дмитренко Михайло Сергійович, український маляр-монументаліст сакрального мистецтва, графік, історик мистецтва (*1908)
8 березня — Масуо Ікеда, японський художник, скульптор, прозаїк і кінорежисер (*1934)
9 березня — The Notorious B.I.G., американський репер (*1972)
9 березня — Аліса Соммерлат, мати королеви Сільвії, дружини короля Швеції Карла XVI Густава (*1906)
10 березня — Йорозуя Кінносуке, японський актор кабукі (*1932)
12 березня — Вонджін Лі, південнокорейський співак, автор пісень і композитор (*1971)
12 березня — Саєд Гулам Мойнуддін Гілані, пакистанський мусульманський лідер (*1920)
14 березня — Фред Циннеманн, американський кінорежисер австрійського походження (*1907)
14 березня — Мануель Медель, мексиканський кіноактор (*1906)
14 березня — Юрек Беккер, німецький письменник, сценарист і східнонімецький дисидент польського походження (*1937)
15 березня — Віктор Вазарелі, французький митець угорського походження, один із засновників оп-арту (*1906)
17 березня — Джермейн Стюарт, американський R&B-співак (*1957)
19 березня — Віллем де Кунінг, голландсько-американський художник-абстракціоніст-експресіоніст (*1904)
19 березня — Жак Фоккар, французький політик, дипломат і розвідник; учасник руху Опору (*1913)
19 березня — Мельничук Олександр Савич, український мовознавець (*1921)
19 березня — Тереза Тушинська, польська актриса і фотомодель (*1942)
19 березня — Шукрі Сархан, єгипетський актор (*1925)
19 березня — Пурненду Патррея, індійський поет, письменник, редактор, художник, ілюстратор і кінорежисер (*1931)
20 березня — Маріно Маріні, італійський співак, композитор і музичний продюсер (*1924)
23 березня — Волонг Шен, китайський письменник (*1930)
24 березня — Волтер Кларк, бразильський телевізійний продюсер і виконавчий директор (*1936)
24 березня — Ніл Пинар Інаноглу, турецький телеведучий (*1972)
26 березня — Маршалл Епплвайт, американський релігійний лідер, організатор масового самогубства у США (*1931)
26 березня — Отто Джон, німецький юрист і співробітник розвідки (*1909)
27 березня — Елла Мейлар, швейцарська авантюристка, письменниця-мандрівниця та фотографиня, а також спортсменка (*1903)
27 березня — Шауль Айзенберг, ізраїльський бізнесмен і мільярдер-магнат (*1921)
29 березня — Пупул Джаякар, індійська культурна активістка та письменниця (*1915)
29 березня — Селія Хелена, бразильська актриса, театральний режисер і педагог (*1936)
31 березня — Лайман Спітцер, американський астроном і фізик (*1914)
31 березня — Сенатович Оксана Павлівна, українська поетеса, дитяча письменниця, перекладачка, редакторка (*1941)
31 березня — Фрідріх Гунд, німецький фізик (*1896)

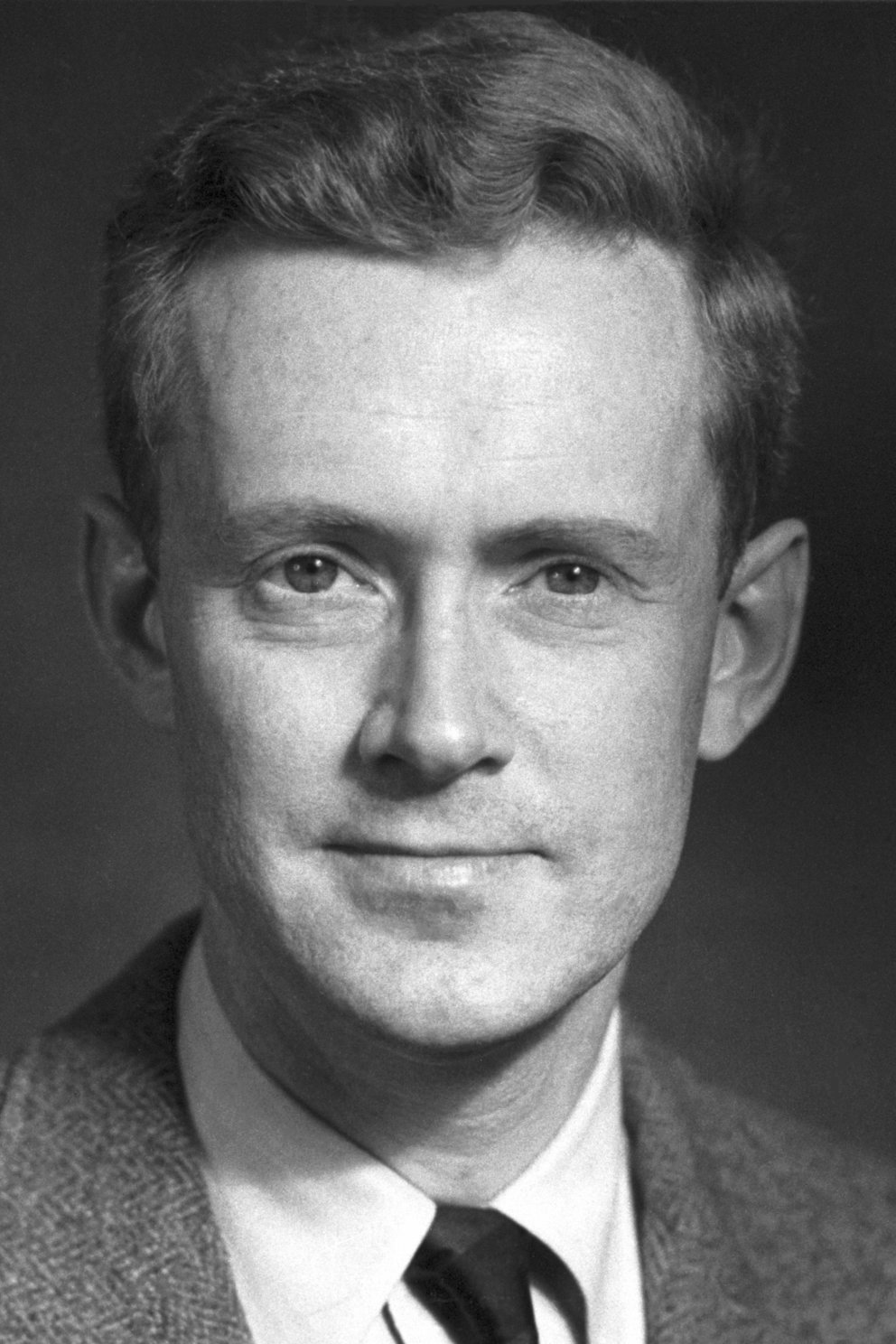
Едвард Перселл
The Notorious B.I.G.

## Квітень
2 квітня — Мейтус Юлій Сергійович, український композитор єврейського походження (*1903)
2 квітня — Закі Бадр, єгипетський військовик і міністр внутрішніх справ Єгипту (*1926)
3 квітня — Рухангіз Самінеджад, іранська актриса (*1916)
3 квітня — Ю Хак Сон, південнокорейський військовик і політик (*1927)
4 квітня — Алпарслан Тюркеш, турецький політичний і державний діяч (*1917)
4 квітня — Солоухін Володимир Олексійович, російський радянський письменник і поет (*1924)
4 квітня — Суґімура Харуко, японська актриса театру і кіно (*1909)
5 квітня — Аллен Гінзберг, американський поет (*1926)
5 квітня — Мазіар, іранський співак (*1952)
6 квітня — Джек Кент Кук, канадсько-американський бізнесмен (*1912)
8 квітня — Лаура Ніро, американська співачка (*1947)
10 квітня — Тосіро Маюзумі, японський композитор (*1929)
11 квітня — Ван Сяобо, китайський письменник (*1952)
11 квітня — Кастор де Андраде, бразильський організатор незаконних азартних ігор (*1926)
11 квітня — Радован Стоїчич, югославський військовий і політичний діяч (*1951)
12 квітня — Джордж Уолд, американський біолог, Нобелівська премія з фізіології або медицини 1967 (*1906)
12 квітня — Домбровський Кирило Іванович, радянський кінорежисер і сценарист науково-популярного кіно, письменник-фантаст (*1913)
12 квітня — Нехама Лейбовіц, ізраїльська дослідниця Біблії (*1905)
13 квітня — Алі Сабах Аль-Салем Аль-Сабах, член королівського кувейтського дому Сабах (*1948)
13 квітня — Мустафа Амін, єгипетський журналіст (*1914)
13 квітня — Фаріг Бухарі, пакистанський поет і письменник (*1917)
14 квітня — Герда Крістіан, особиста секретарка Адольфа Гітлера (*1913)
15 квітня — Ко Нісімура, японський актор (*1923)
16 квітня — Еміліо Азкаррага Мільмо, мексикансько-американський бізнесмен (*1930)
16 квітня — Ролан Топор, французький митець польсько-єврейського походження (*1938)
17 квітня — Хаїм Герцоґ, президент Ізраїлю (1983—1993) (*1918)
17 квітня — Біджу Патнаїк, індійський політик, льотчик і бізнесмен (*1916)
20 квітня — Сунь Ма Ше Цан, гонконзький оперний співак і актор (*1916)
21 квітня — Андрес Родрігес, президент Парагваю (1989—1993) (*1923)
21 квітня — Кулівар Віктор Павлович, одеський кримінальний авторитет (*1949)
21 квітня — Діосдадо Макапагал, президент Філіппін (1961—1965) (*1910)
21 квітня — Саїд Мекаві, єгипетський співак і композитор (*1927)
21 квітня — Хінд Аллам, єгипетська співачка (*1916)
26 квітня — Ободзинський Валерій Володимирович, радянський естрадний співак, тенор (*1942)
26 квітня — Шишко Сергій Федорович, український художник (*1911)
26 квітня — Пен Чжень, провідний член Комуністичної партії Китаю (*1902)
27 квітня — Пьотр Скжинецький, польський режисер і сценарист (*1930)

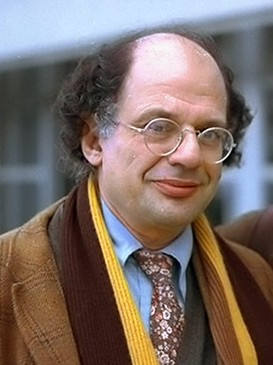
Аллен Гінзберг

## Травень
1 травня — Бо Відерберг, шведський кінорежисер, сценарист, монтажер і актор (*1930)
2 травня — Джон Екклс, австралійський нейрофізіолог, лауреат Нобелівської премії з фізіології і медицини 1963 (*1903)
2 травня — Пауло Фрейре, бразильський педагог і психолог (*1921)
2 травня — Мішель Боллоре, французький промисловець і бізнесмен (*1922)
3 травня — Наполеон VI, член династії Бонапартів, титульний імператор французів з 1926 року (*1914)
3 травня — Г’юі Грін, англійський радіо- та телеведучий (*1920)
3 травня — Славка Єрініч, сербська актриса (*1931)
4 травня — Есін Енгін, турецький музикант (*1945)
4 травня — Манзур Номані, індійський ісламський учений (*1905)
7 травня — Іп Хон, південнокитайський магнат азартних ігор (*1904)
8 травня — Кай-Уве фон Гассель, німецький політик (*1913)
9 травня — Марко Феррері, італійський кінорежисер, сценарист і актор (*1928)
9 травня — Фан Ван Данг, в'єтнамський революціонер і політик (*1918)
16 травня — Ван Цзенкі, китайський письменник (*1920)
16 травня — Ондер Сомер, турецький кіноактор (*1937)
17 травня — Дургабай Камат, індійська (маратхі) актриса (*1899)
18 травня — Паоло Панеллі, італійський комік і кіноактор (*1925)
18 травня — Соенаріо, індонезійський політик і дипломат (*1902)
18 травня — Чжоу Дагуань, тайванський дитячий поет (*1987)
19 травня — Сомбху Мітра, індійський актор кіно та театру, режисер, драматург, театральний діяч (*1915)
20 травня — Вірхіліо Барко, президент Колумбії (1986—1990) (*1921)
22 травня — Алфред Герші, американський бактеріолог і генетик, лауреат Нобелівської премії з фізіології і медицини 1969 року (*1908)
22 травня — Герман де Конінк, бельгійський поет, есеїст, журналіст і видавець (*1944)
24 травня — Алешандре Ліппіані, бразильський актор (*1964)
24 травня — Едвард Малхар, ірландський актор (*1923)
25 травня — Пітер Рангмар, шведський комік, актор, баритон, письменник і телеведучий (*1956)
26 травня — Манфред фон Арденне, німецький фізик, дослідник та винахідник (*1907)
26 травня — Джек Джерсі, нідерландський співак, композитор, аранжувальник, автор текстів і продюсер (*1941)
27 травня — Генрі Баракат, єгипетський кінорежисер (*1914)
29 травня — Джеф Баклі, американський рок-співак та гітарист (*1966)
31 травня — Даміано де Боццано, італійський римо-католицький священик, який служив у бразильських місіях (*1898)

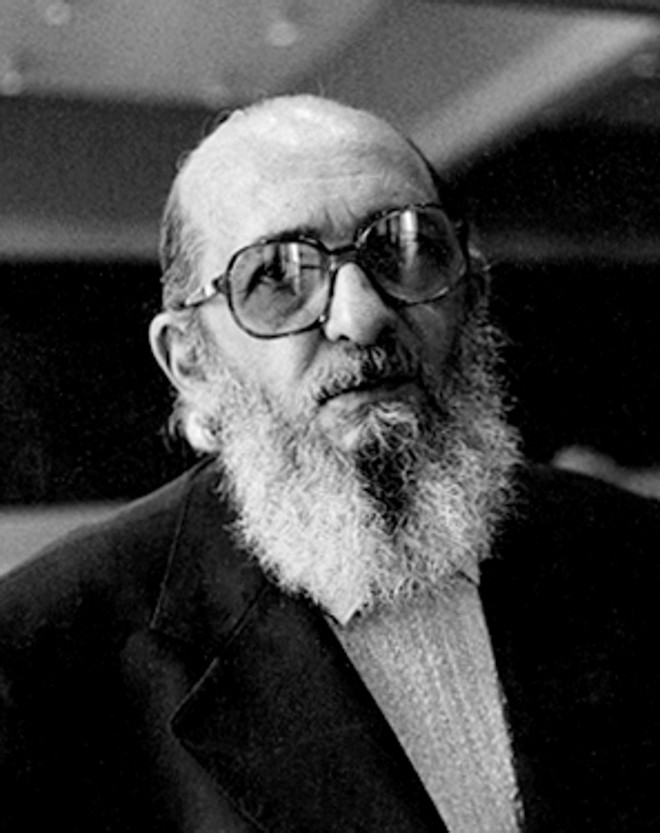
Пауло Фрейре
Джеф Баклі

## Червень
1 червня — Роберт Сербер, американський фізик, учасник Манхеттенського проекту (*1909)
1 червня — Тихонов Микола Олександрович, радянський державний і партійний діяч, голова Ради Міністрів СРСР у 1980—1985 роках (*1905)
1 червня — Хван Ен Чжин, південнокорейський підприємець (*1934)
2 червня — Бєлоусов Євген Вікторович, радянський і російський поп-співак (*1964)
2 червня — Озеров Микола Миколайович, радянський тенісист, актор, спортивний коментатор (*1922)
4 червня — Ронні Лейн, англійський музикант (*1946)
5 червня — Метлицька Ірина Юріївна, радянська і російська актриса театру і кіно (*1961)
5 червня — Клазієн Ротштайн-ван ден Брінк, нідерландський травник (*1919)
6 червня — Магда Габор, американська світська дама угорського походження, теле- та кіноакторка (*1915)
7 червня — Доброславський Валерій Юрійович, луганський бізнесмен, кримінальний авторитет (*1965)
8 червня — Карен Веттерган, американська вчена (*1948)
8 червня — Лукас Кустарьо, індонезійський військовик, борець за незалежність (*1920)
9 червня — Вітнесс Лі, китайський християнський проповідник (*1905)
9 червня — Лебедєв Євген Олексійович, радянський і російський актор театру і кіно, театральний викладач (*1917)
9 червня — Лі Шусянь, п'ята дружина останнього імператора династії Цін Пуї (*1924)
12 червня — Вітторіо Муссоліні, італійський кінокритик, кінопродюсер і сценарист, син диктатора Беніто Муссоліні (*1916)
12 червня — Окуджава Булат Шалвович, радянський російський бард, поет, композитор, прозаїк і сценарист (*1924)
12 червня — Колетт Маньї, французька співачка (*1926)
13 червня — Нгуєн Мань Туонг, в'єтнамський юрист та інтелектуал (*1909)
14 червня — Річард Джекел, американський актор (*1926)
14 червня — Гельмут Фішер, німецький актор (*1926)
15 червня — Сон Сен, камбоджійський комуністичний політик і військовик (*1930)
16 червня — Сукумаран, індійський актор і продюсер малаяламських фільмів (*1948)
18 червня — Чу Мін Сілвейра, китайсько-бразильський архітектор і дизайнер (*1939)
20 червня — Кахіт Кулебі, турецький поет і письменник (*1917)
21 червня — Фідель Веласкес Санчес, мексиканський профспілковий лідер (*1900)
21 червня — Шінтаро Кацу, японський актор, співак і режисер (*1931)
22 червня — Тед Гардестад, шведський співак, автор пісень, музикант і актор (*1956)
23 червня — Ачар'я Тулсі, релігійний лідер джайнів (*1914)
25 червня — Жак-Ів Кусто, французький дослідник Світового океану, фотограф, режисер, винахідник, автор книг і фільмів (*1910)
26 червня — Ізраель Камакавівооле, гавайський музикант (*1959)
28 червня — Тайсуке Фудзісіма, японський письменник, критик і газетний репортер (*1933)
29 червня — Вільям Гіккі, американський актор (*1927)
29 червня — Масаакі Омура, японський композитор, аранжувальник і клавішник (*1951)

Микола Тихонов
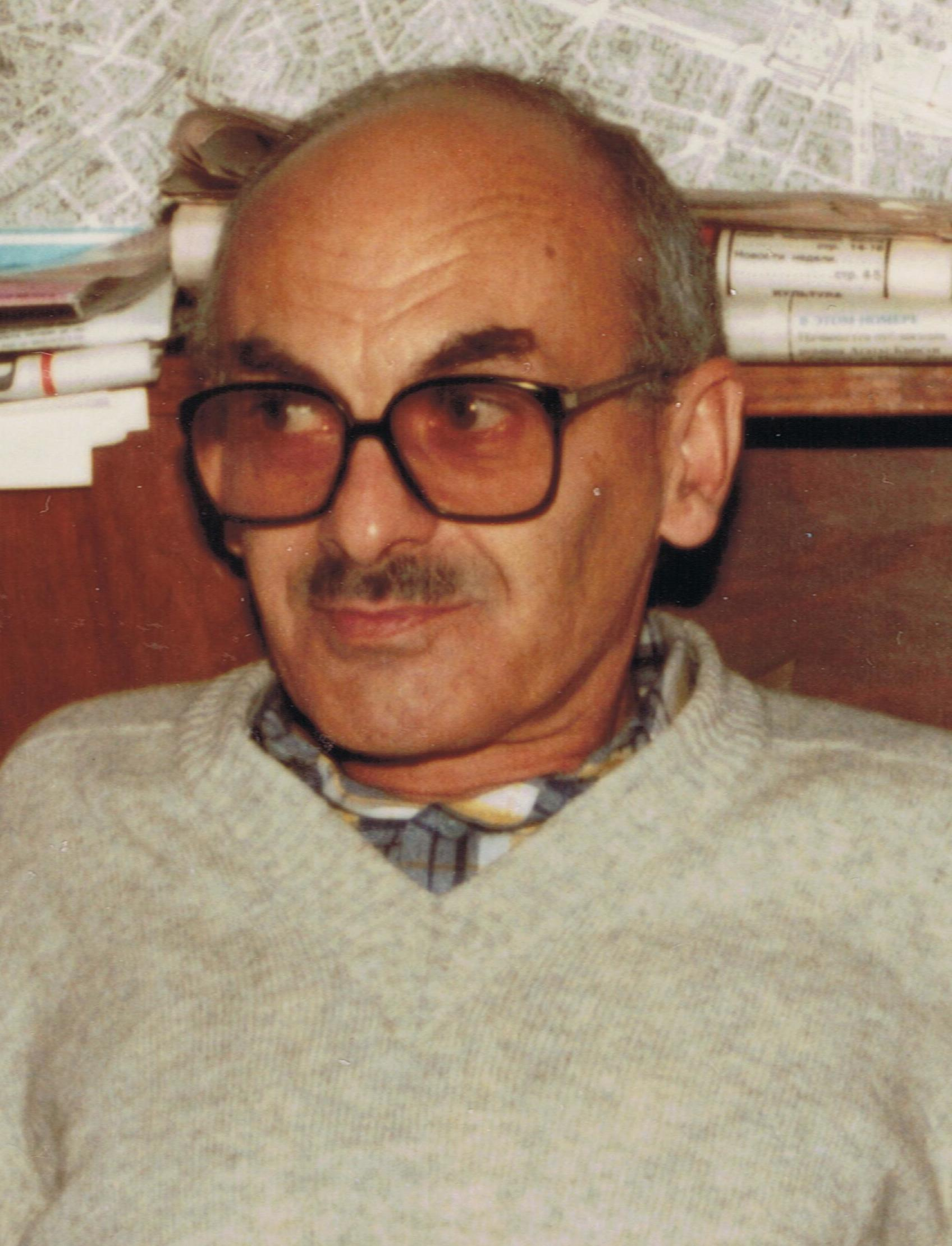
Булат Окуджава
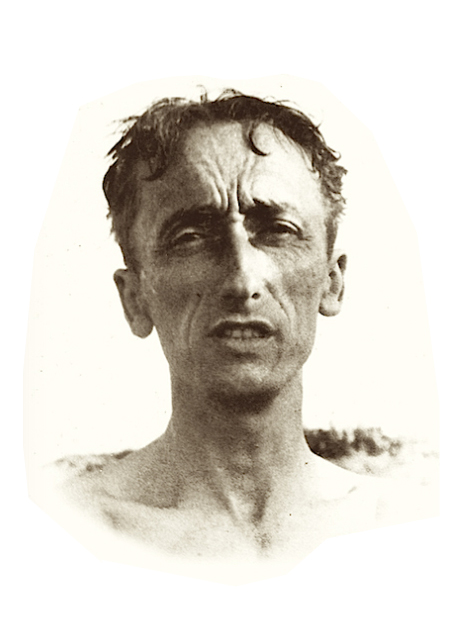
Жак-Ів Кусто
Ізраель Камакавіво'оле

## Липень
1 липня — Роберт Мітчем, американський актор, сценарист, продюсер, співак (*1917)
1 липня — Ебрагім Монсафі, іранський поет, музикант, письменник і художник (*1945)
1 липня — Мохаммед Алі Моджтахеді, іранський професор (*1908)
2 липня — Джеймс Стюарт, американський кіно- та театральний актор (*1908)
6 липня — Мігель Найдорф, польський, аргентинський міжнародний гросмейстер, польський єврей за національністю (*1910)
7 липня — Амадо Каррільо Фуентес, мексиканський наркобарон (*1956)
7 липня — Кар де Мумма, шведський письменник-гуморист і драматург (*1904)
8 липня — Абу Садат Мухаммед Саєм, президент Бангладеш (1975—1977) (*1916)
13 липня — Мігель Анхель Бланко, іспанський політик, викрадений і вбитий ЕТА (*1968)
15 липня — Джанні Версаче, італійський модельєр (*1946)
16 липня — Дора Маар, французька югославського (хорватського) походження сюрреалістська художниця й фотографиня; модель Пабло Пікассо (*1907)
17 липня — Уго Гункель Луер, чилійський фармацевт, ботанік та професор (*1901)
18 липня — Юджин Шумейкер, американський вчений-геолог, планетолог (*1928)
18 липня — Джеймс Голдсміт, франко-британський фінансист, магнат і політик (*1933)
19 липня — Сейєд Реза Бахаадіні, іранський шиїтський правник, викладач (*1908)
21 липня — Ісаєв Андрій Вікторович, радянський і російський злодій у законі (*1961)
23 липня — Ендрю Кьюненен, американський серійний вбивця, вбивця Джанні Версаче (*1969)
24 липня — Альберт Елліс, американський психолог і когнітивний терапевт (*1913)
24 липня — Гюльтен Джейлан, турецька кіноактриса (*1946)
25 липня — Бен Хоган, американський професійний гравець у гольф (*1912)
25 липня — Новиков Борис Кузьмович, радянський і російський актор театру і кіно (*1925)
26 липня — Кодайра Куніхіко, японський математик (*1915)
26 липня — Хайме Міланс дель Бош, іспанський військовик (*1915)
27 липня — Мухаммед Махді аль-Джавахірі, іракський поет (*1899)
29 липня — Стуре Окерберг, шведський джазовий музикант (*1935)
30 липня — Бао Дай, останній імператор В'єтнаму (1925—1955) (*1913)
31 липня — Дерегус Михайло Гордійович, український графік, живописець і педагог (*1904)

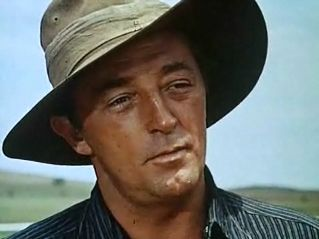
Роберт Мітчем
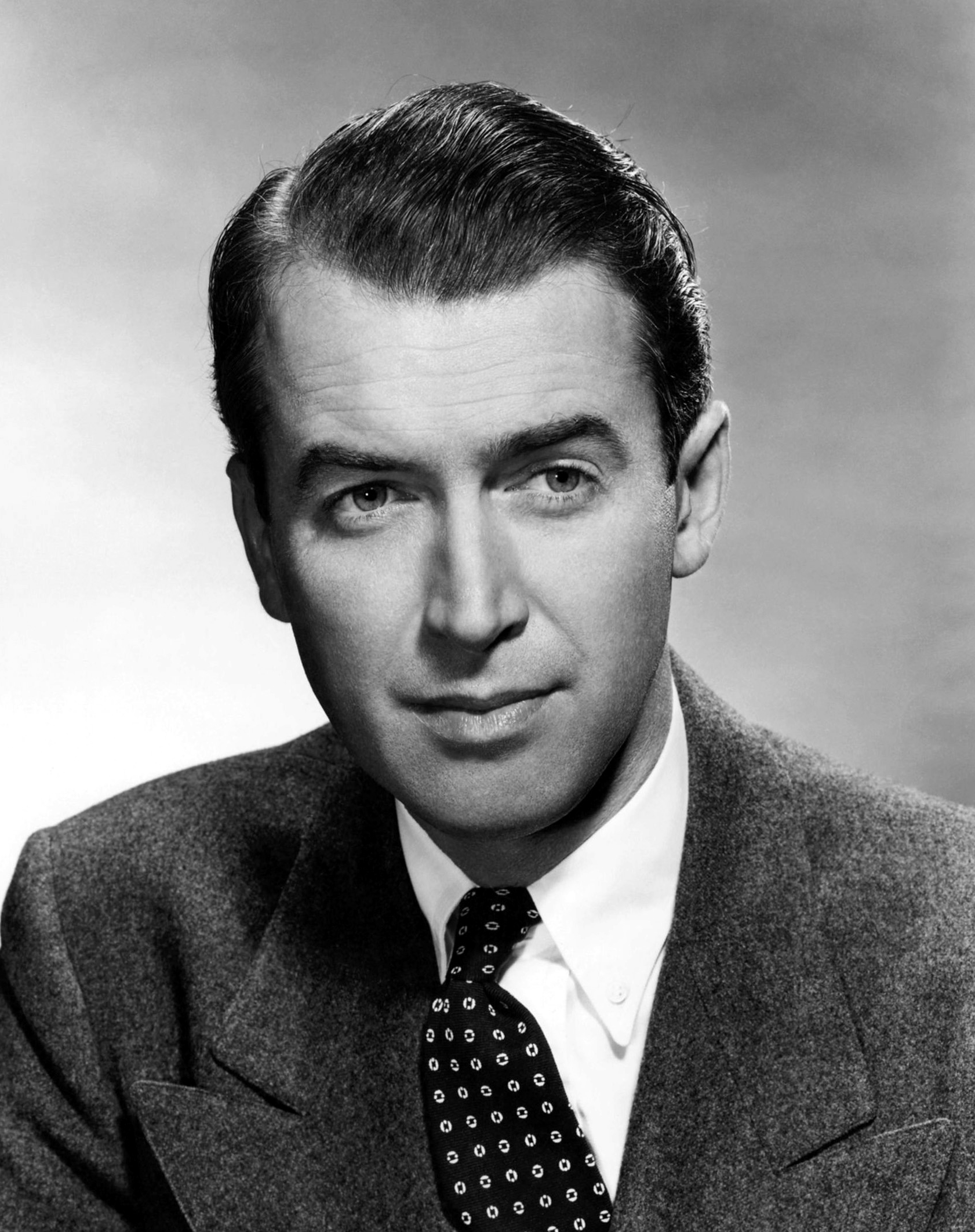
Джеймс Стюарт
Джанні Версаче
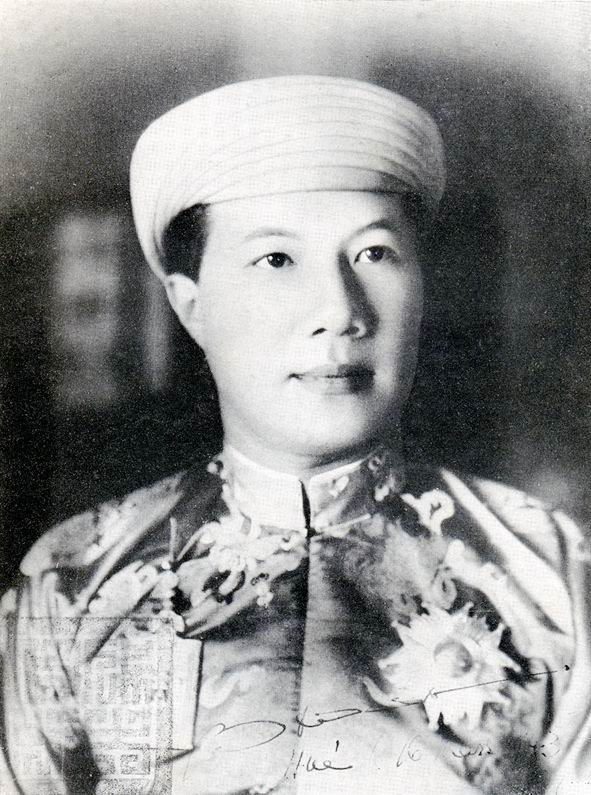
імператор Бао Дай

## Серпень
1 серпня — Ріхтер Святослав Теофілович, український і радянський піаніст та громадський діяч німецького походження (*1915)
1 серпня — Норіо Нагаяма, японський злочинець і письменник (*1949)
2 серпня — Вільям Берроуз, американський письменник (*1914)
2 серпня — Джеймс Крюс, німецький дитячий письменник, ілюстратор, поет, драматург, сценарист, перекладач і колекціонер (*1926)
2 серпня — Фела Куті, нігерійський музикант, композитор, політичний активіст і панафриканіст (*1938)
4 серпня — Жанна Кальман, французька супердовгожителька з найдовшою документально підтвердженою тривалістю життя в історії людства — 122 роки (*1875)
4 серпня — Крістіан Жамбер, французький жандарм (*1940)
6 серпня — Бірендра Кумар Бхаттачар'я, індійський письменник (*1924)
6 серпня — Марта Філіпсон, шведська світська левиця та філантроп (*1917)
6 серпня — Чан Се Джун та Чон Гьон-е, подружжя південнокорейських акторів озвучування (*1957)
6 серпня — Шін Кі Ха, південнокорейський політик (*1941)
7 серпня — Махмуд Мохамед Шакер, єгипетський письменник, поет, журналіст і дослідник культури (*1909)
9 серпня — Герберт де Соуза, бразильський соціолог і активіст (*1935)
9 серпня — Тран Дай Нгіа, в'єтнамський учений, військовий інженер (*1913)
10 серпня — Марі-Солей Тугас, актриса та телеведуча з Квебеку, Канада (*1970)
12 серпня — Геста Боман, шведський політик (*1911)
12 серпня — Гульшан Кумар, індійський кіно- та музичний продюсер і бізнесмен (*1951)
15 серпня — Іда Герхардт, нідерландська поетеса і перекладачка (*1905)
16 серпня — Нусрат Фатех Алі Хан, пакистанський співак (*1948)
16 серпня — Альф Малланд, норвезький актор (*1917)
16 серпня — Маріко Умеда, японська професійна борчиня (*1967)
18 серпня — Примаченко Марія Оксентіївна, українська народна художниця в жанрі «наївного мистецтва» (*1909)
19 серпня — Цезарій Юльський, польський актор кіно і театру (*1927)
21 серпня — Місаель Пастрана, президент Колумбії (1970—1974) (*1923)
21 серпня — Нікулін Юрій Володимирович, радянський та російський артист цирку, актор (*1921)
22 серпня — Голамреза Хошру Курді, іранський серійний вбивця (*1965)
23 серпня — Джон Кендрю, англійський біохімік, Нобелівська премія з хімії 1962 (*1917)
23 серпня — Майорова Олена Володимирівна, російська акторка (*1958)
24 серпня — Тете Монтоліу, іспанський джазовий піаніст з Каталонії (*1933)
25 серпня — Біджан Найді, іранський письменник і поет (*1941)
25 серпня — Фюрея Кораль, турецька художниця-керамістка (*1910)
27 серпня — Добротворський Сергій Миколайович, радянський і російський актор, режисер і сценарист, кінознавець, критик, журналіст (*1959)
28 серпня — Масару Такумі, впливовий діяч японської організованої злочинності (*1936)
30 серпня — Ернест Вілімовський, польський і німецький футболіст (*1916)
31 серпня — Діана, принцеса Уельська, британська аристократка, благодійниця, активістка, перша дружина Чарльза III, мати Вільяма, принца Уельського і Гаррі, герцога Сассекського (*1961)
31 серпня — Доді аль-Файєд, син єгипетського мільярдера Мохаммеда Аль-Файєда. Загинув в автокатастрофі разом з принцесою Діаною (*1955)

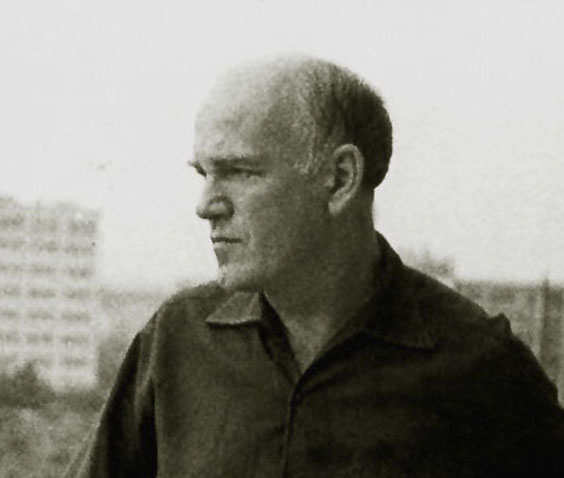
Святослав Ріхтер
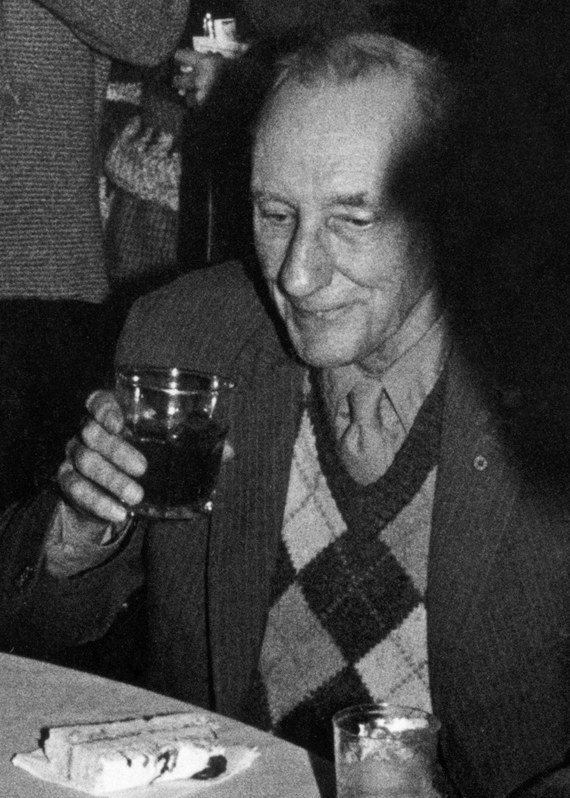
Вільям Берроуз
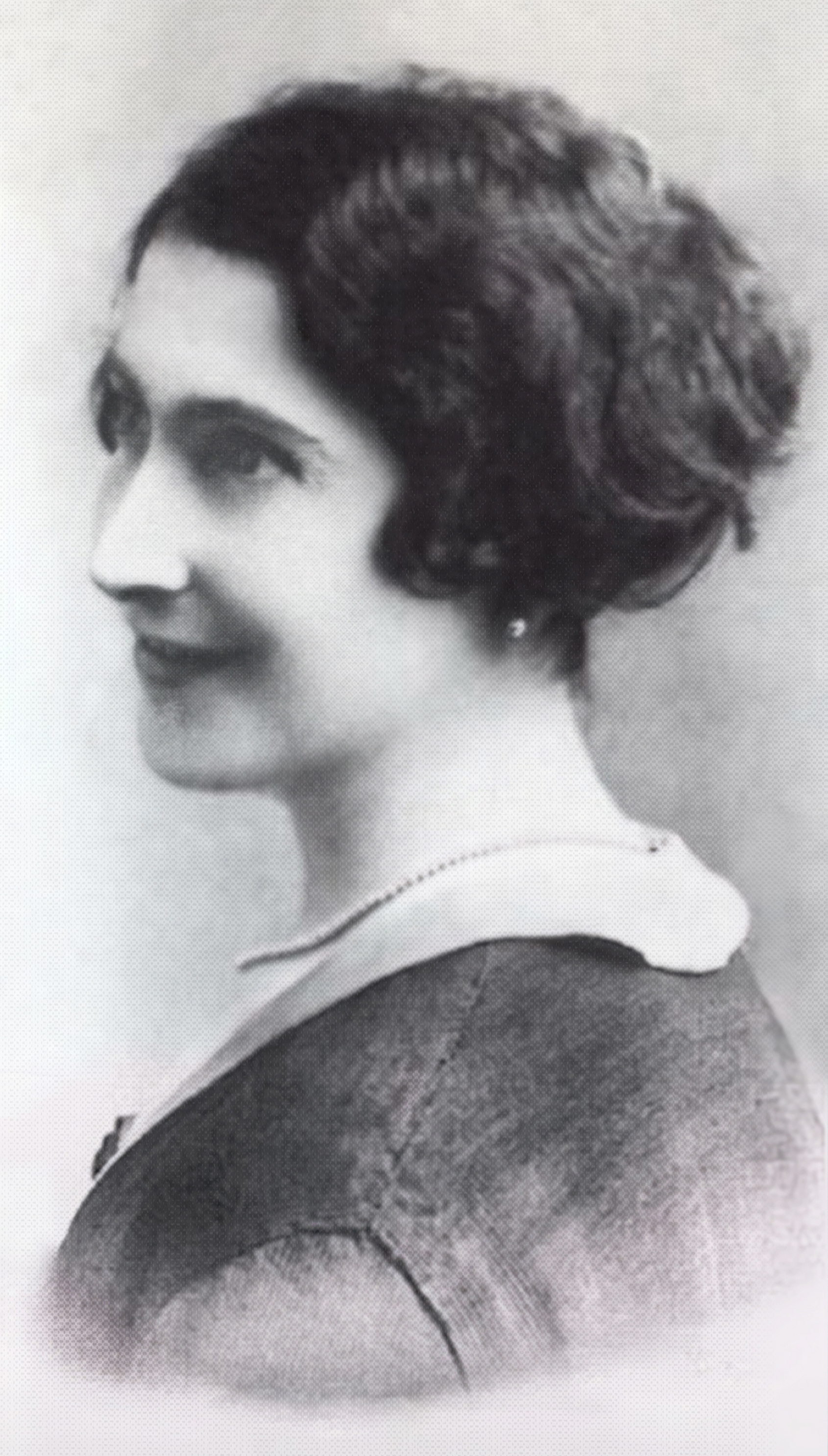
Жанна Кальман
Марія Примаченко
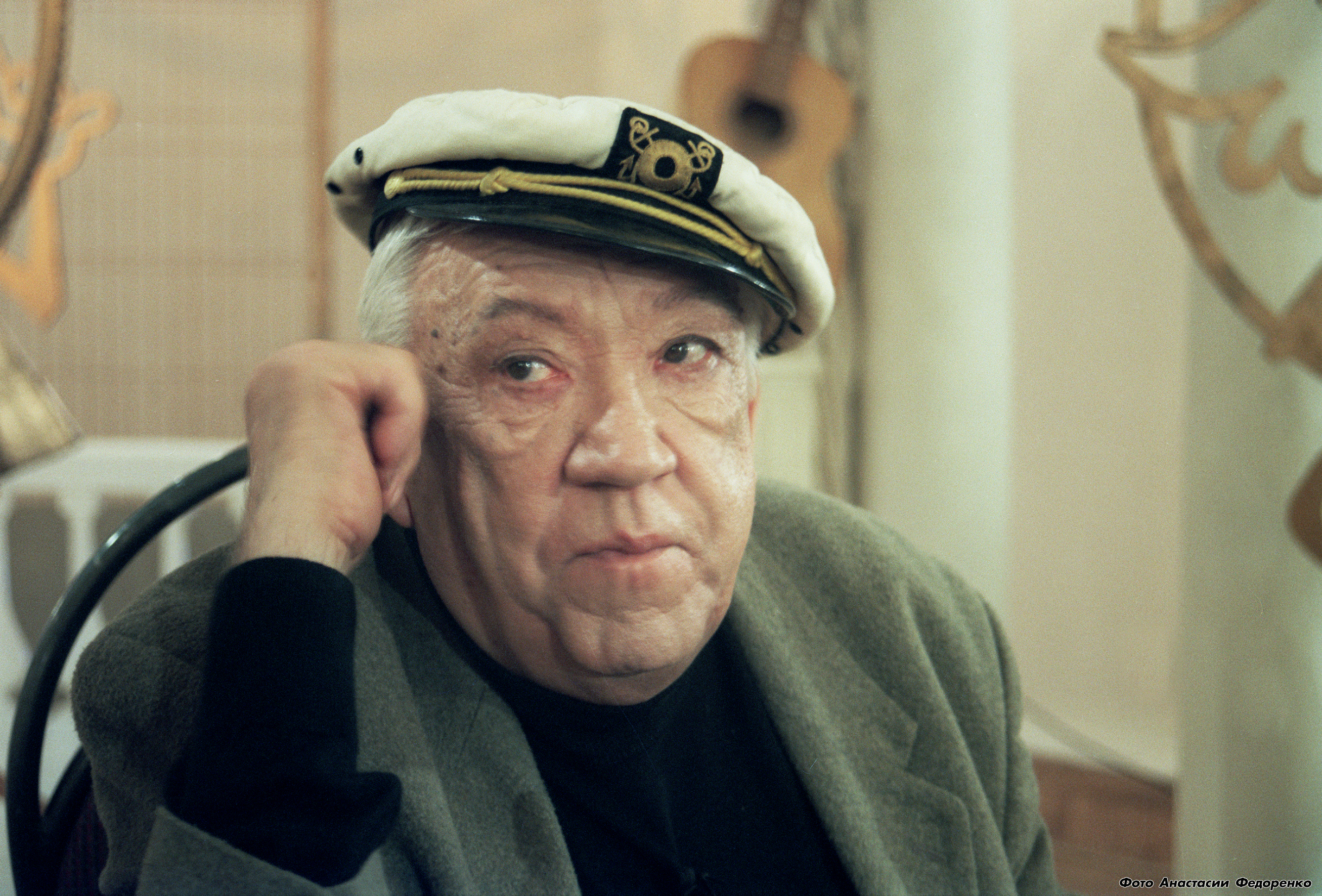
Юрій Нікулін
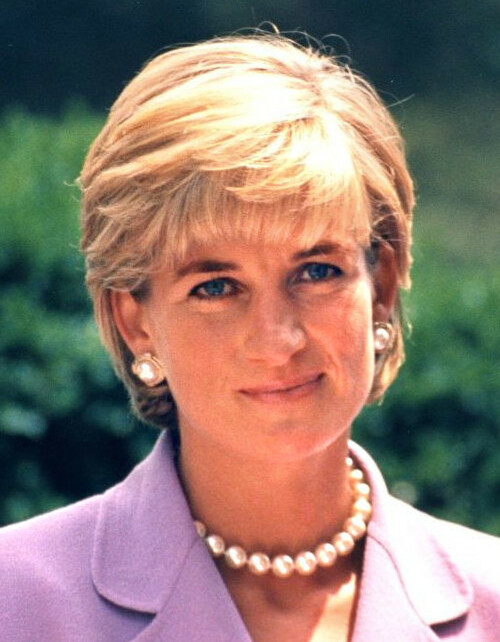
принцеса Діана

## Вересень
1 вересня — Золтан Цибор, угорський футболіст (*1929)
2 вересня — Віктор Франкл, австрійський психіатр, психотерапевт і філософ єврейського походження (*1905)
3 вересня — Алев Сезер, турецький актор і актор озвучування (*1945)
3 вересня — Анджан, індійський пісняр (*1930)
4 вересня — Альдо Россі, італійський архітектор (*1931)
4 вересня — Ганс Айзенк, німецько-британський психолог (*1916)
4 вересня — Дхарамвір Бхараті, індійський поет, письменник, мислитель (*1926)
5 вересня — Георг Шолті, угорський і англійський диригент єврейського походження (*1912)
5 вересня — Мати Тереза, католицька черниця, лауреатка Нобелівської премії миру за 1979 рік (*1910)
7 вересня — Мобуту Сесе Секо, президент Демократичної Республіки Конго (Заїру) в 1965—1997 роках (*1930)
8 вересня — Ю Джим-юен, китайський майстер бойових мистецтв, актор, викладач (*1905)
9 вересня — Берджесс Мередіт, американський актор, режисер, сценарист і продюсер (*1907)
9 вересня — Предраг Лакович, сербський та югославський актор (*1929)
10 вересня — Фріц фон Еріх, американський професійний борець (*1929)
12 вересня — Жоао Паулу, бразильський співак і композитор (*1960)
12 вересня — Стіг Андерсон, шведський музичний менеджер (*1931)
13 вересня — Жорж Гетарі, французький співак, танцюрист, артист кабаре і кіноактор (*1915)
17 вересня — Ян Педер Сюсе, норвезький адвокат і політик (*1930)
17 вересня — Ред Скелтон, американський артист (*1913)
18 вересня — Орхан Кагман, турецький актор, оператор-постановник (*1921)
19 вересня — Річ Маллінз, американський пісняр (*1955)
20 вересня — Ануп Кумар, індійський актор (*1926)
21 вересня — Теуку Мохаммад Хасан, індонезійський політик і національний герой (*1906)
22 вересня — Роберт Е. Г'юзер, американський чотиризірковий генерал (*1924)
22 вересня — Сьоічі Йокої, японський солдат, один з останніх відмовників від капітуляції після Другої світової війни (*1915)
22 вересня — Чан Вей-куо, прийомний син президента Республіки Китай Чан Кайші, генерал армії (Гоміньдан) (*1916)
23 вересня — Дольф Брауерс, нідерландський комік, співак і телевізійний актор (*1912)
28 вересня — Хо Фен-Шань, дипломат і письменник Республіки Китай, праведник народів світу (*1901)
29 вересня — Володимир (Стернюк), український церковний діяч, в.о. голови Української греко-католицької церкви протягом 1972—1991 років (*1907)
29 вересня — Захаров Федір Захарович, український художник (*1919)
29 вересня — Рой Ліхтенштейн, американський художник, представник поп-арту (*1923)

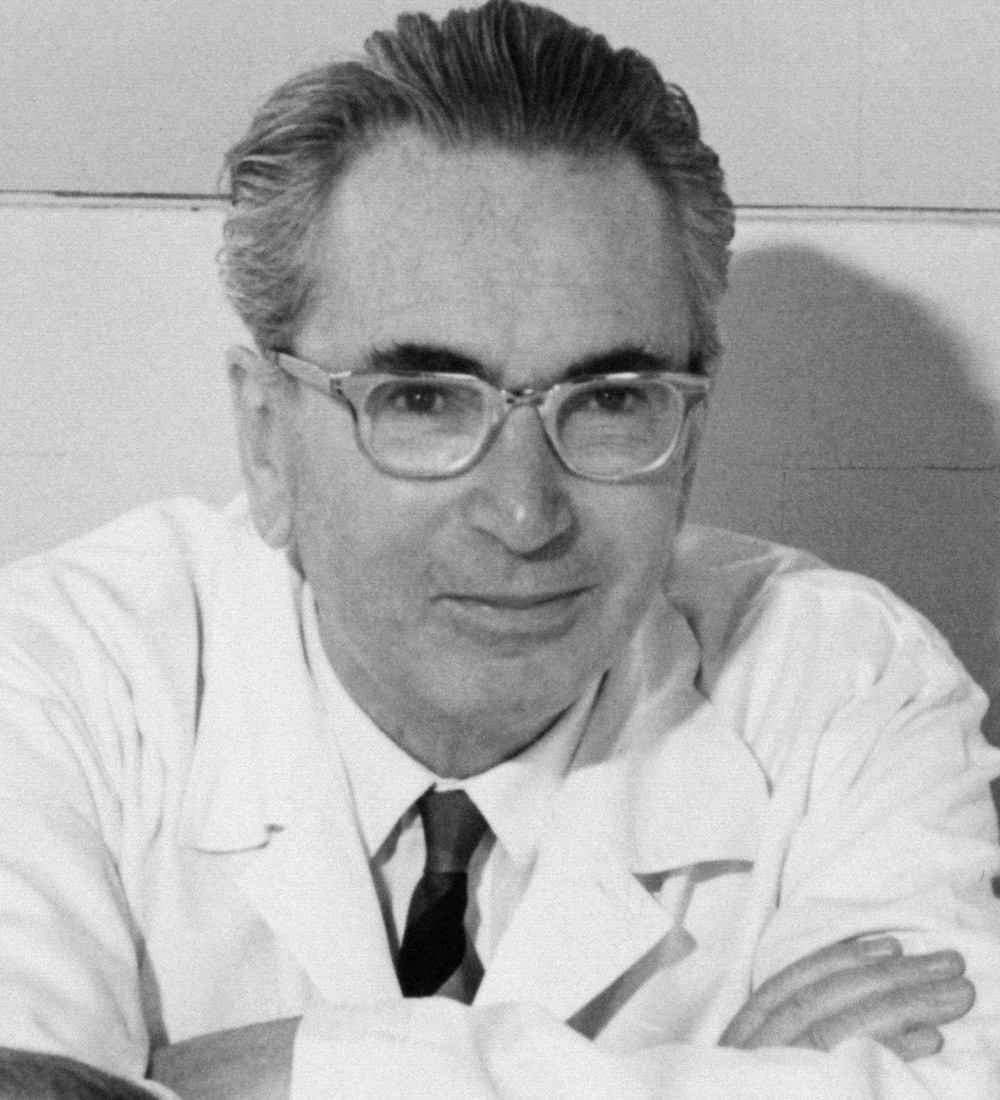
Віктор Франкл
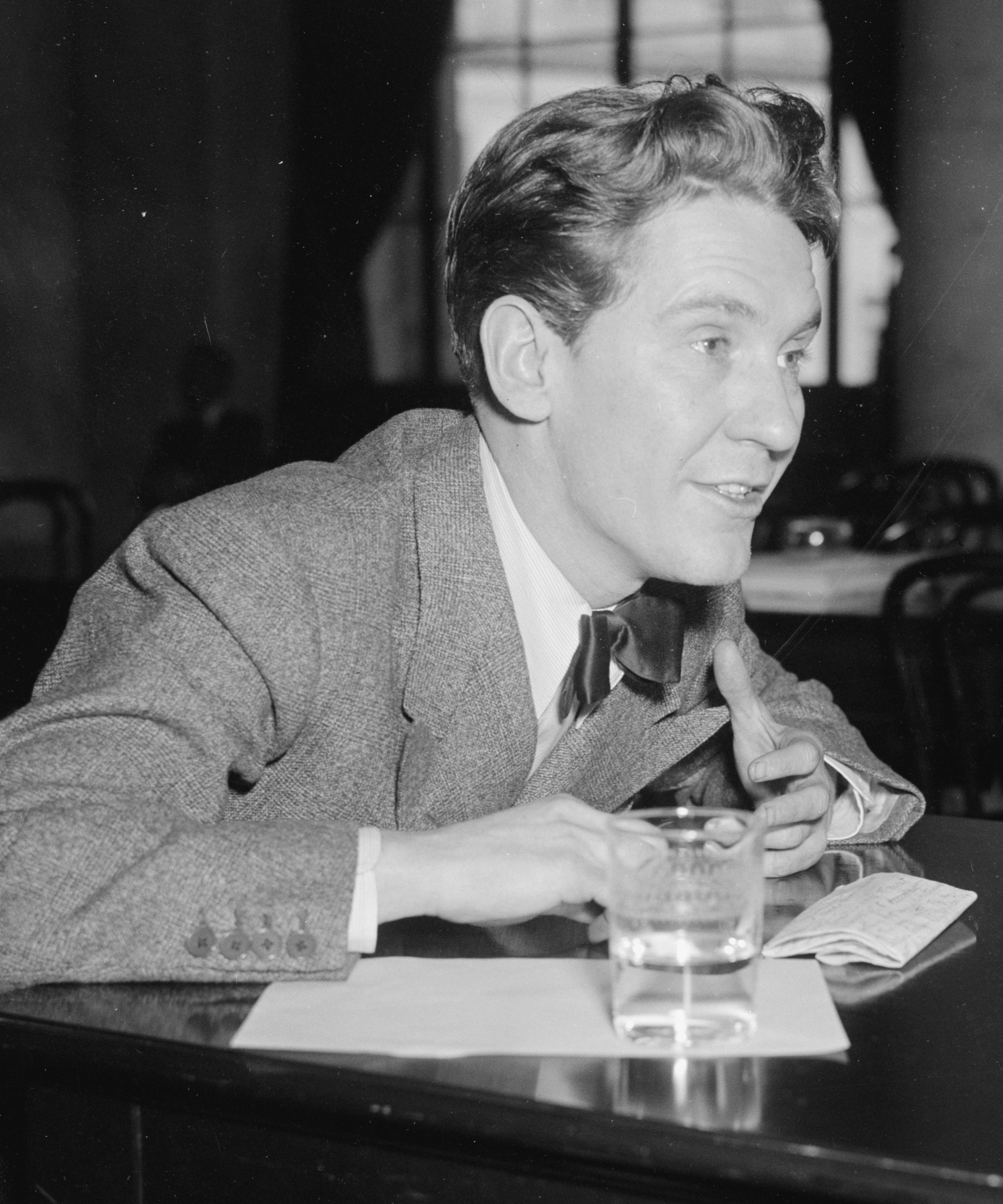
Берджесс Мередіт
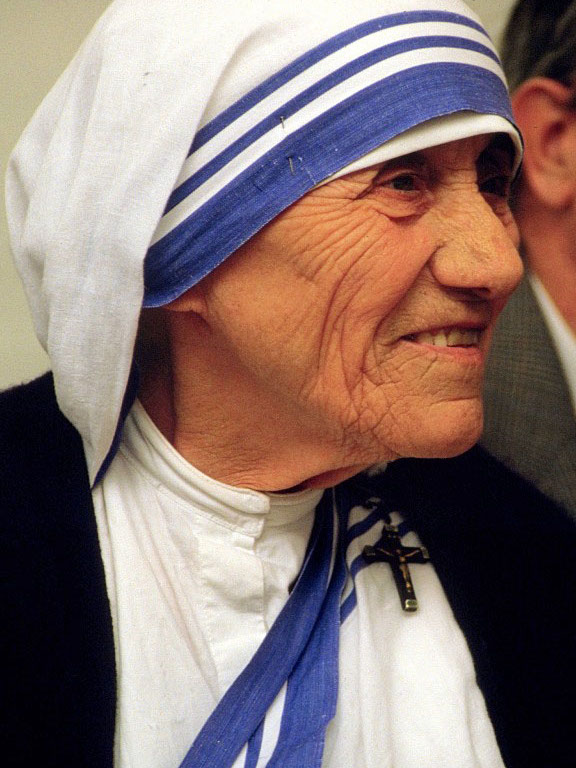
Мати Тереза
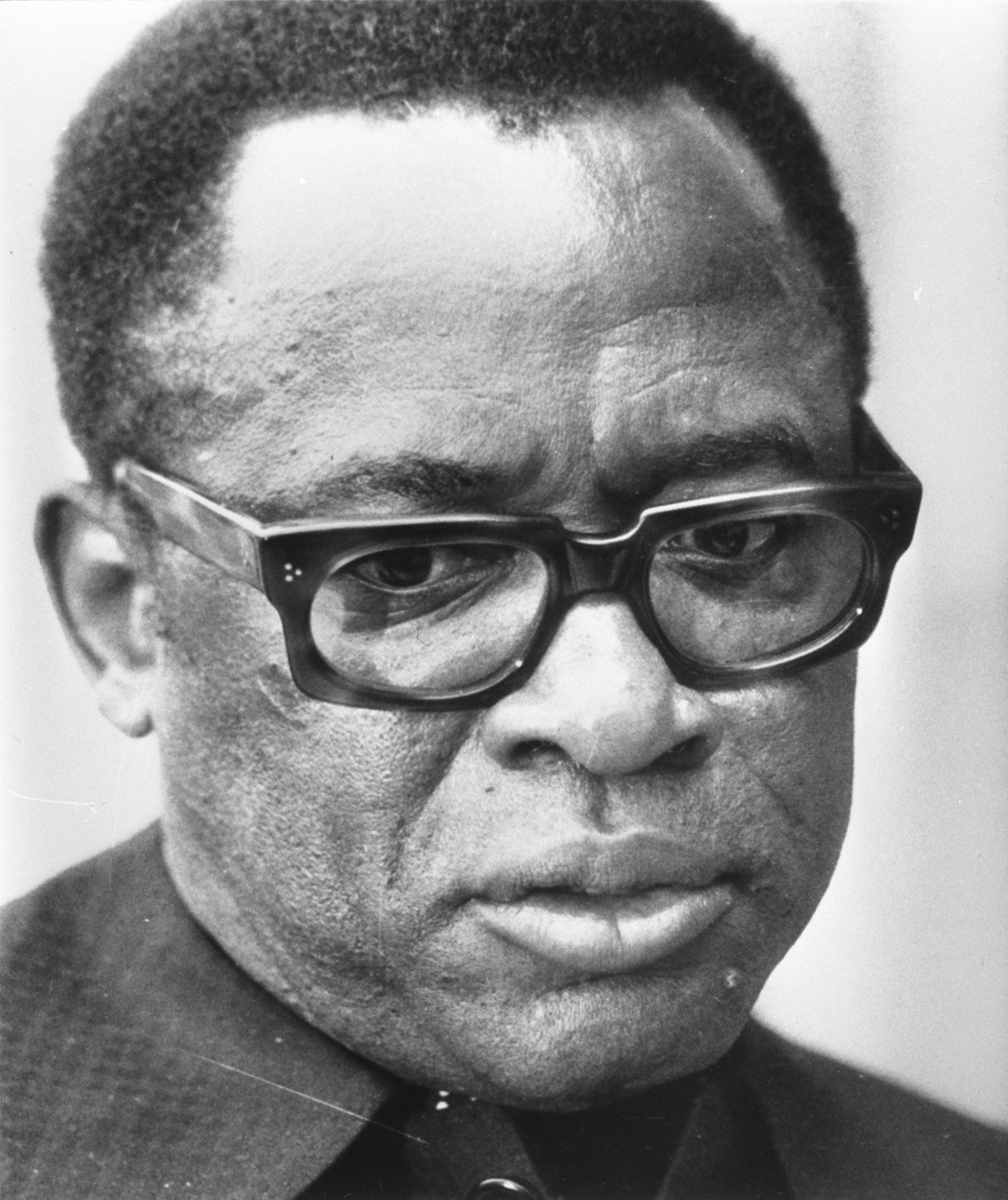
Мобуту Сесе Секо
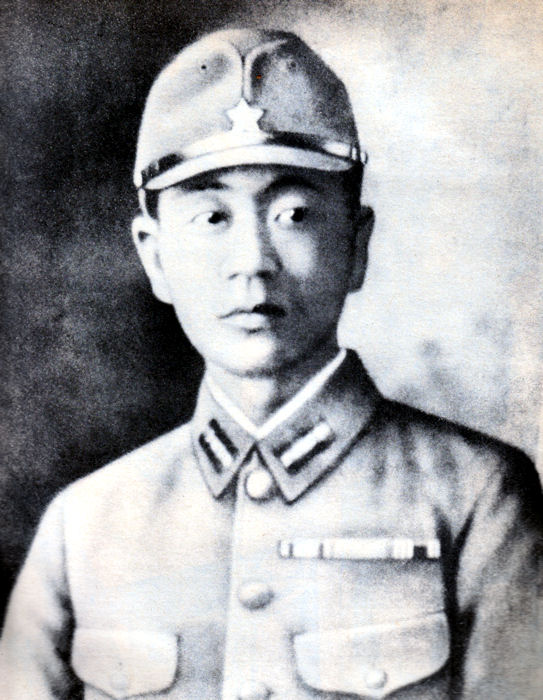
Соїчі Йокої
архієпископ Володимир (Стернюк)
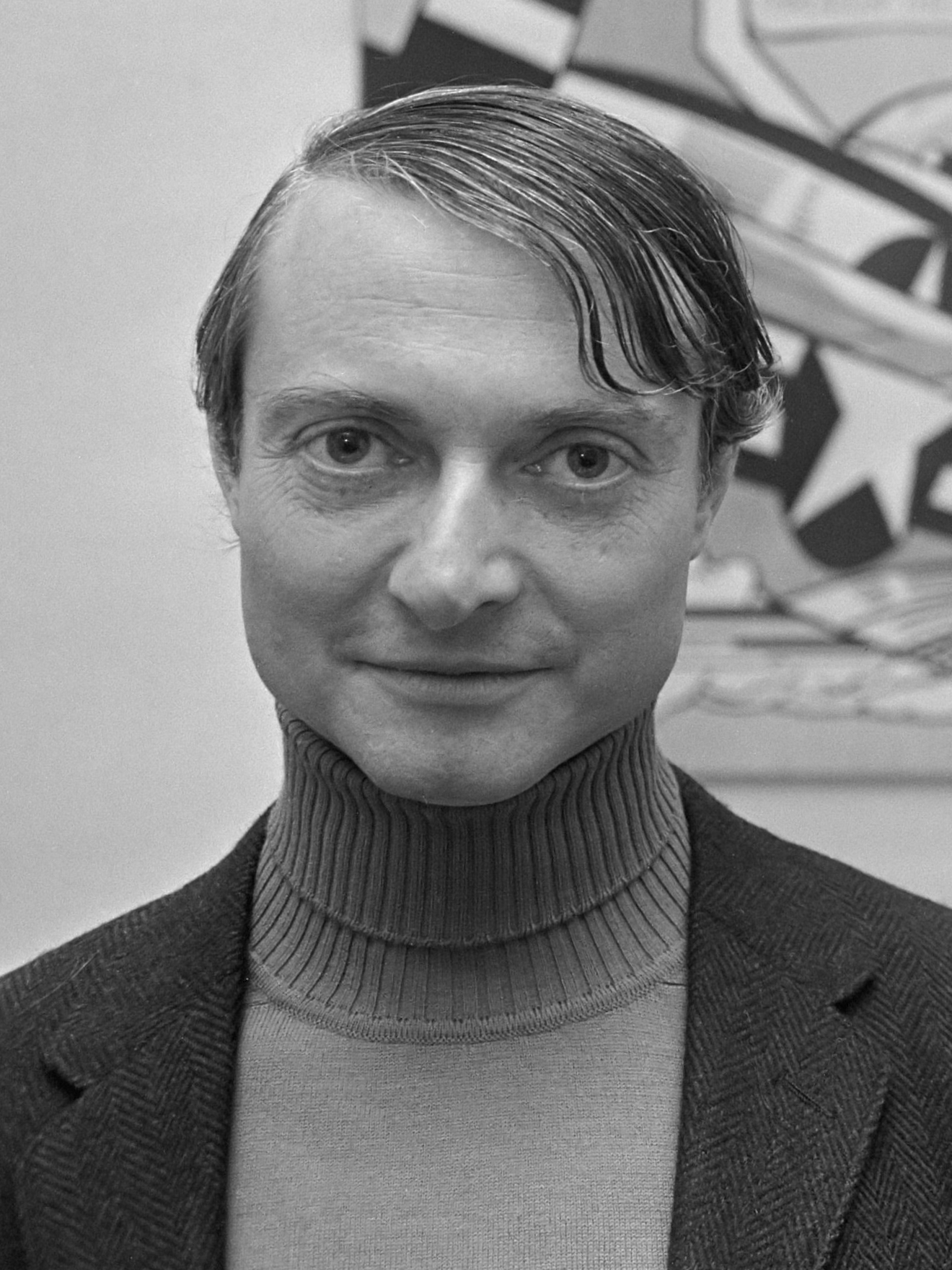
Рой Ліхтенштейн

## Жовтень
1 жовтня — Інбал Перлмутер, ізраїльський рок-музикант (*1971)
2 жовтня — Станіслав Ерліх, польський юрист, вчений-правник, професор (*1907)
2 жовтня — Талес Пан Чакон, бразильський актор, танцюрист і хореограф (*1956)
3 жовтня — Ярл Кулле, шведський кіно- та театральний актор і режисер (*1927)
4 жовтня — Отто-Ернст Ремер, колишній генерал Вермахту (*1912)
4 жовтня — Гунпей Йокої, японський виробник іграшок і дизайнер відеоігор Nintendo (*1941)
5 жовтня — Юматов Георгій Олександрович, радянський і російський актор (*1926)
5 жовтня — Браян Піллман, американський професійний борець і гравець в американський футбол (*1962)
5 жовтня — Мері Джейн Голд, американка, яка врятувала більш ніж дві тисячі людей з окупованої німцями Франції (*1909)
6 жовтня — Орландо Рамон Агості, аргентинський генерал, член хунти з 1976 по 1981 рік (*1924)
7 жовтня — Єжи Фонкович, польський військовик (*1922)
7 жовтня — Янез Врховец, югославський і сербський актор кіно і телебачення словенського походження (*1921)
8 жовтня — Звіринський Карло Йосипович, український живописець, педагог (*1923)
8 жовтня — Генрик Біста, польський актор, педагог (*1934)
11 жовтня — Яригін Іван Сергійович, радянський борець вільного стилю (*1948)
12 жовтня — Джон Денвер, американський співак, музикант і композитор, громадський діяч (*1943)
16 жовтня — Ольга Грецька, принцеса Греції та Данії з династії Глюксбургів (*1903)
16 жовтня — Джеймс А. Міченер, американський письменник (*1907)
18 жовтня — Мілко Скофич, словенський кінопродюсер, актор і лікар (*1919)
19 жовтня — Пілар Міро, іспанська сценаристка та кінорежисерка (*1940)
21 жовтня — Мухаммад Зейнуддін Абдул Маджид, індонезійський ісламський священнослужитель (*1898)
21 жовтня — Мартен ван Траа, нідерландський політик (*1945)
23 жовтня — Го Жугі, військовик Республіки Китай, шпигун на комуністів (*1907)
23 жовтня — Берт Ханстра, нідерландський режисер (*1916)
24 жовтня — Дон Мессик, американський актор озвучування (*1926)
24 жовтня — Дужий Петро Атанасійович, діяч ОУН (*1916)
24 жовтня — Луїс Агілар, мексиканський актор і співак (*1918)
25 жовтня — Тіна Латтанці, італійська акторка та актриса озвучування (*1897)
26 жовтня — Хеліо Бельтрао, бразильський економіст і міністр (*1916)
28 жовтня — Нікіщихіна Єлизавета Сергіївна, радянська та російська акторка (*1941)
29 жовтня — Антон Шандор Ла-Вей, засновник та верховний жрець організації «Церква Сатани», автор «Біблії Сатани» (*1930)
30 жовтня — Семюель Фуллер, американський кінорежисер, сценарист, прозаїк, журналіст, актор (*1912)
31 жовтня — Тадеуш Янчар, польський актор театру і кіно (*1926)

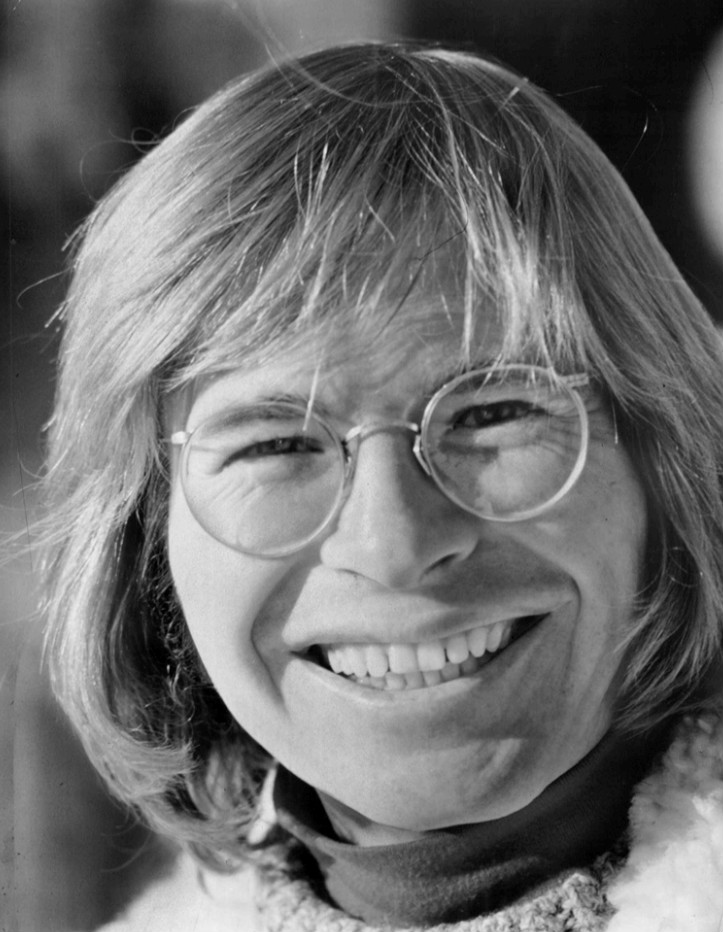
Джон Денвер
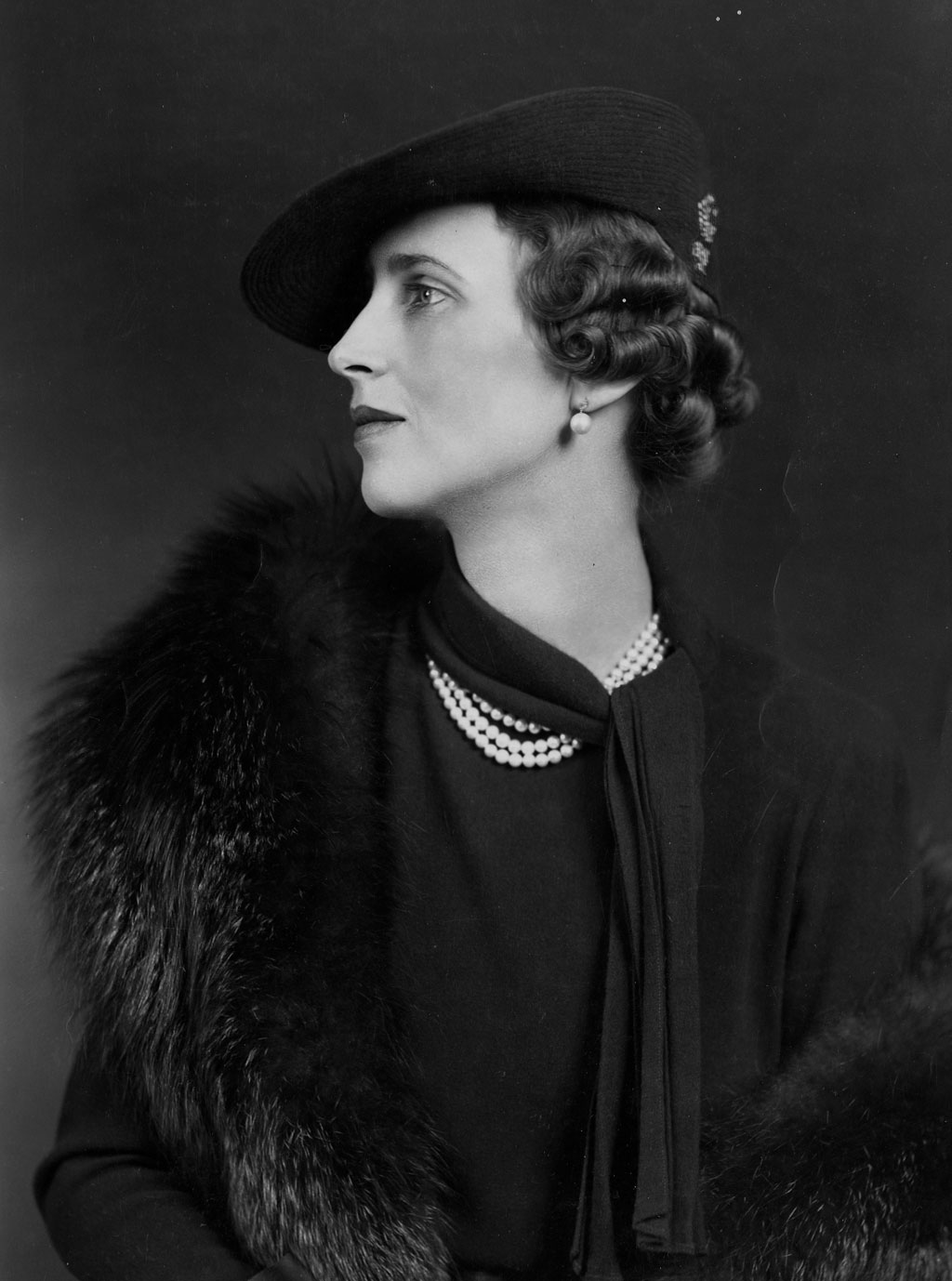
принцеса Ольга Грецька та Данська

## Листопад

Ісая Берлін
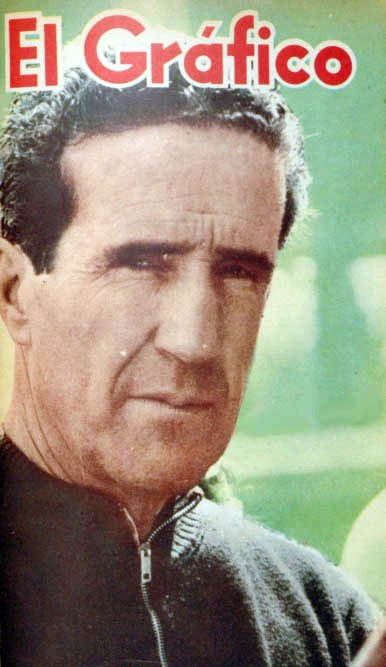
Еленіо Еррера

1 листопада — Кадзуя Косака, японський співак і актор (*1935)
2 листопада — Нго Дінь Дьєм, перший президент Південного В'єтнаму (1955—1963) (*1901)
2 листопада — Едмонд Адольф де Ротшильд, франко-швейцарський банкір (*1926)
3 листопада — Гуляєв Володимир Леонідович, радянський і російський актор (*1924)
5 листопада — Ісая Берлін, англійський філософ (*1909)
6 листопада — Джахангір Форухар, іранський актор (*1916)
6 листопада — Енн Стін Інґстад, норвезька археологиня (*1918)
7 листопада — Поль Рікар, французький промисловець, співзасновник Pernod Ricard (*1909)
8 листопада — Мохаммадалі Джамальзаде, іранський письменник та перекладач (*1892)
8 листопада — Лам Чінґ-Янґ, гонконзький каскадер, актор, майстер бойових мистецтв і режисер бойовиків (*1952)
8 листопада — Тхань Тон, в'єтнамський оперний артист (*1913)
9 листопада — Еленіо Еррера, французький футболіст, футбольний тренер (*1910)
9 листопада — Карл Густав Гемпель, американський письменник та філософ німецького походження (*1905)
9 листопада — Нгуєн Сьєн, в'єтнамський політик (*1907)
9 листопада — Тран Хієу, в'єтнамський революціонер і політик (*1914)
10 листопада — Абдулла бін Сауд бін Абдулазіз Аль Сауд, член дому Саудитів (*1935)
10 листопада — Аве Нінчі, італійська актриса (*1914)
11 листопада — Саад Ель-Дін Вахба, єгипетський драматург і сценарист (*1925)
12 листопада — Чан Юй-шен, тайванський поп-вокаліст, автор пісень і продюсер (*1966)
13 листопада — Миронова Марія Володимирівна, російська радянська актриса театру, кіно, естради (*1911)
15 листопада — Ле Ван Гієн, в'єтнамський революціонер і політик (*1904)
15 листопада — Коен ван Фрідберг де Конінг, нідерландський актор, співак, композитор, продюсер і телеведучий (*1950)
16 листопада — Жорж Марше, французький політик (*1920)
16 листопада — Саадеттін Ербіль, турецький актор і актор озвучування (*1925)
17 листопада — Кусенко Ольга Яківна, українська актриса (*1919)
17 листопада — Герт Гюнтер Гофман, німецький актор і режисер (*1929)
20 листопада — Чухліб Василь Васильович, український письменник, журналіст, громадський діяч, літературознавець (*1941)
20 листопада — Норман Сасоно, індонезійський військовик (*1927)
20 листопада — Станіслава Пешич, югославська сербська актриса (*1941)
21 листопада — Дьєп Мінь Туєн, в'єтнамський музикант (*1941)
22 листопада — Джоанна Мур, американська кіно- та телеактриса (*1934)
22 листопада — Майкл Хатченс, австралійський співак, автор пісень і актор (*1960)
24 листопада — Барбара, французька співачка (*1930)
24 листопада — Гонг Док Гві, перша леді Південної Кореї з 1960 по 1962 рік (*1911)
25 листопада — Гастингс Камузу Банда, президент Малаві (1966—1994) (*1896/1898)
27 листопада — Едуардо Кінгман, еквадорський художник (*1913)
28 листопада — Жорж Маршаль, французький актор театру, кіно і телебачення (*1920)
30 листопада — Кеті Акер, американська постмодерністська і феміністська письменниця (*1947)
30 листопада — Юрійчук Микола Якович, український поет-пісняр (*1937)
- Ісая Берлін
- Еленіо Еррера

## Грудень
1 грудня — Стефан Граппеллі, французький джазовий скрипаль (*1908)
1 грудня — Хан Атаур Рахман, бангладешський кіноактор, режисер, продюсер, сценарист, композитор і співак (*1928)
2 грудня — Анат Елімелех, ізраїльська фотомодель і актриса (*1974)
3 грудня — Беніто Яковітті, італійський художник коміксів (*1923)
4 грудня — Альберто Манці, італійський шкільний вчитель, письменник і телеведучий (*1924)
5 грудня — Ойген Цицеро, румунсько-німецький джазовий піаніст (*1940)
7 грудня — Біллі Бремнер, шотландський футболіст, футбольний тренер (*1942)
8 грудня — Стівен Тредр, англійський актор і письменник (*1963)
9 грудня — Шиварам Карант, індійський письменник і захисник навколишнього середовища (*1902)
13 грудня — В. Д. Мохтар, індонезійський актор (*1928)
13 грудня — Джованні Альберто Аньєллі, італійський бізнесмен, член родини Аньєллі (*1964)
13 грудня — Клод Руа, французький поет і есеїст (*1915)
15 грудня — Мігіз Борислав Михайлович, сербський та югославський літературний критик, письменник, драматург, сценарист (*1922)
15 грудня — Амін Ахсан Іслахі, пакистанський мусульманський вчений (*1904)
16 грудня — Кім Хак Сун, корейська правозахисниця, жертва японського військового сексуального рабства (*1924)
16 грудня — Ліліан Дісней, американська художниця студії Діснея та дружина Волта Діснея (*1899)
16 грудня — Ніколет Ларсон, американська співачка (*1952)
17 грудня — Іваненко Оксана Дмитрівна, українська дитяча письменниця та перекладачка (*1906)
17 грудня — Ана Орантес, іспанська жінка, яка стала жертвою гендерного насильства (*1937)
17 грудня — Узі Наркісс, ізраїльський генерал (*1925)
18 грудня — Кріс Фарлі, американський актор і комік (*1964)
18 грудня — Касіно, індонезійський актор і комік (*1950)
18 грудня — Сусіло Сударман, індонезійський військовик і політик (*1928)
19 грудня — Ібука Масару, японський інженер і бізнесмен, співзасновник корпорації Sony (*1908)
19 грудня — Альф Нордхус, норвезький адвокат (*1919)
19 грудня — Пен Мен-чі, офіцер і дипломат Республіки Китай (*1908)
20 грудня — Джузо Ітамі, японський актор, сценарист і режисер (*1933)
21 грудня — Блай Боне і Ріго, іспанський (майоркський) поет і прозаїк (*1926)
21 грудня — Сакко ван дер Маде, нідерландський актор (*1918)
22 грудня — Буй Дінь Тхао, в'єтнамський музикант (*1931)
24 грудня — Міфуне Тосіро, японський актор, кінорежисер і кінопродюсер (*1920)
24 грудня — Фахд Баллан, сирійський друзький співак і актор (*1933)
25 грудня — Букреєв Анатолій Миколайович, радянський казахський висотний альпініст, гірський провідник, фотограф, письменник (*1958)
25 грудня — Денвер Піл, американський актор і режисер кіно і телебачення (*1920)
26 грудня — Джахіт Арф, турецький математик (*1910)
26 грудня — Корнеліус Касторіадіс, грецько-французький філософ, соціальний критик, економіст, психоаналітик (*1922)
28 грудня — Шейх Аяз, пакистанський синдський поет (*1923)
30 грудня — Хосі Сіньїті, японський письменник-фантаст (*1926)
30 грудня — Даніло Дольчі, італійський громадський діяч, соціолог і поет (*1924)
31 грудня — Майкл Лемойн Кеннеді, американський юрист, бізнесмен і активіст, син Роберта Ф. Кеннеді (*1958)

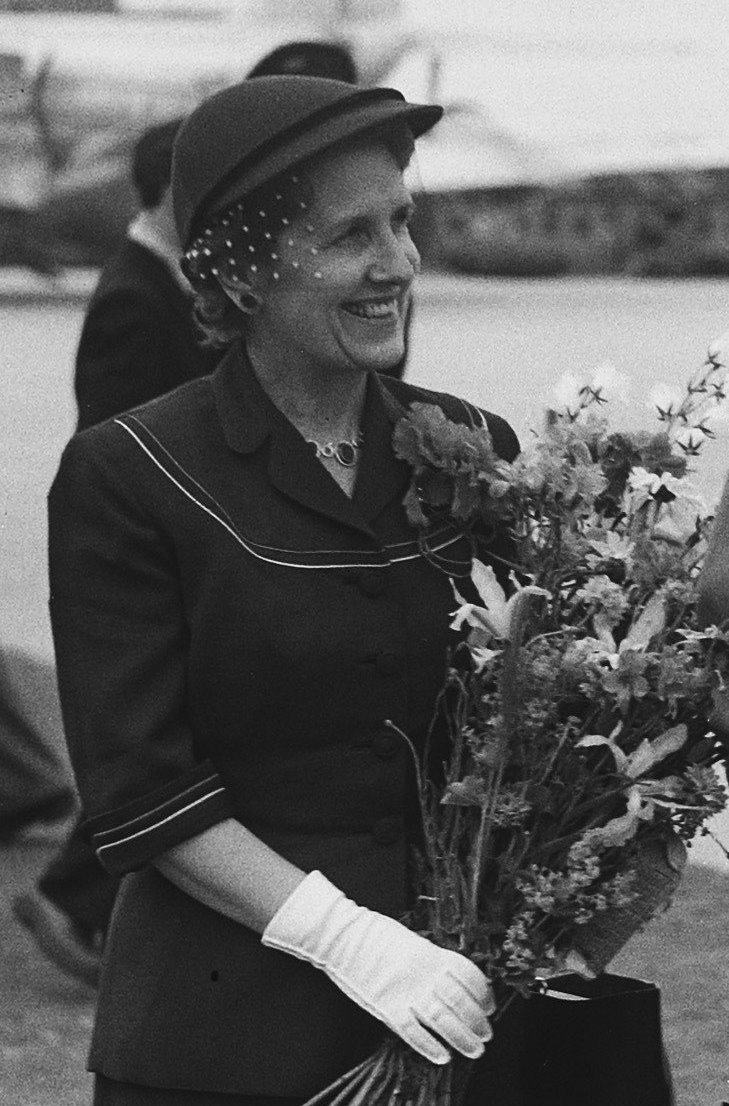
Ліліан Дісней
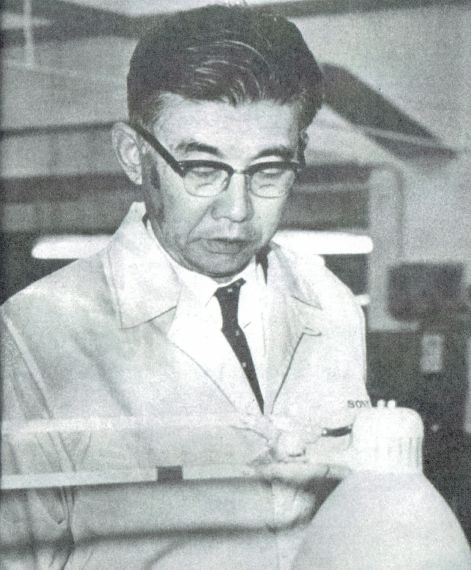
Ібука Масару
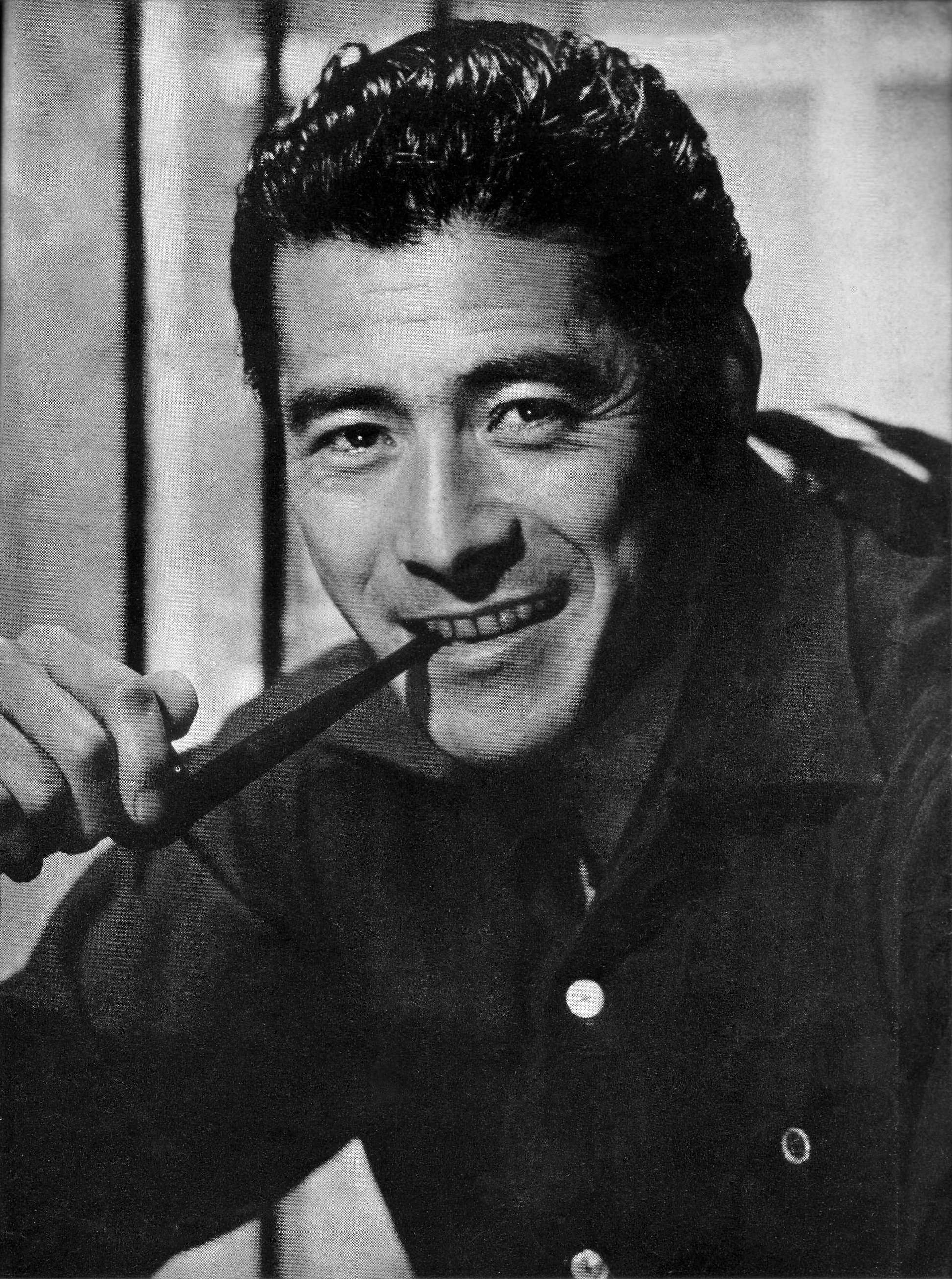
Тосіро Міфуне